# جورج غرين (كاتب أغاني)
جورج غرين (بالإنجليزية: George Green)‏ هو كاتب أغاني أمريكي، ولد في 28 يناير 1952 في سيمور في الولايات المتحدة، وتوفي في 28 أغسطس 2011 في ألباكركي في الولايات المتحدة بسبب سرطان الرئة.

## وصلات خارجية
- جورج غرين على موقع ميوزك برينز (الإنجليزية)
- جورج غرين على موقع ديسكوغز (الإنجليزية)